# 卡约·卡内多·科雷亚
卡约·卡内多·科雷亚（葡萄牙語：Caio Canedo Corrêa，1990年8月9日—）是出生于巴西的阿拉伯聯合酋長國归化足球运动员，司职前锋。现效力于阿聯酋阿拉伯海灣聯賽球队艾因，同时也代表阿拉伯聯合酋長國。